# Katastrofy samolotów linii Qantas
Poniższa tabela zawiera informacje o wypadkach samolotów należących do australijskich linii lotniczych Qantas, które spowodowały śmierć pasażerów bądź członków załogi:
| Data | Miejsce                         | Samolot                    | Numer rejestracyjny | Liczba osób na pokładzie | Liczba ofiar | Przypisy |
| --- | ------------------------------- | -------------------------- | ------------------- | ------------------------ | ------------ | -------- |
| 24 marca 1927(dts) | Tambo, Australia                | de Havilland DH.9C         | G-AUED              | 3                        | 3            | [ 1 ]    |
| W samolocie doszło do przeciągnięcia na małej wysokości, podczas podchodzenia do lądowania. |                                 |                            |                     |                          |              |          |
| 4 września 1928(dts) | Adelaide, Australia             | de Havilland DH.50         | G-AUHI              | 2                        | 1            | [ 2 ]    |
| Tuż po zakończeniu podróży podczas której na pokładzie znajdował się sam Generał Royal Air Force John Salmond – samolot wystartował z Adelajdy do Longreach. Na pokładzie znajdował się pilot i inżynier. Niedługo po starcie maszyna rozbiła się wśród wzgórz przy złej pogodzie. Pilot przeżył, miał złamaną szczękę i serię poparzeń. Inżynier zmarł w drodze do szpitala, w wyniku odniesionych obrażeń. |                                 |                            |                     |                          |              |          |
| 3 października 1934(dts) | Winton, Australia               | de Havilland DH.50A        | VH-UHE              | 3                        | 3            | [ 3 ]    |
| Samolot wystartował w planowy lot z Longreach do Winton. Na pokładzie znajdował się pilot, dwóch pasażerów i paczki pocztowe. Podczas lotu doszło do utraty kontroli przy słabej widoczności, a także prawdopodobnie do przeciągnięcia. Dokładna przyczyna katastrofy nigdy nie została wyjaśniona. |                                 |                            |                     |                          |              |          |
| 19 października 1934(dts) | Cieśnina Bassa, Australia       | de Havilland DH.86         | VH-URN              | 10                       | 10           | [ 4 ]    |
| Był to jeden z dwóch dostarczonych samolotów tego typu. Zaledwie 18 dni po swoim pierwszym locie, rozbił się W Cieśninie Bassa. Poszukiwania wraku nie dały rezultatu, jednak długi czas po katastrofie jedno z siedzeń wypłynęło na ląd około 15 kilometrów od ostatniej znanej pozycji samolotu. |                                 |                            |                     |                          |              |          |
| 15 listopada 1934(dts) | Longreach, Australia            | de Havilland DH.86         | VH-USG              | 4                        | 4            | [ 5 ]    |
| Drugi DH.86 rozbił się niecały miesiąc po katastrofie pierwszego. Podczas dostarczania maszyny z Londynu do Brisbane, znajdowała się na ostatnim odcinku. Do katastrofy doszło w wyniku utraty kontroli w locie, tuż po starcie z Longreach. Prawdopodobną przyczyną był błąd konstrukcyjny. |                                 |                            |                     |                          |              |          |
| 30 stycznia 1942(dts) | Morze Timor, Kupang, Indonezja  | Short S.23 Empire          | G-AEUH              | 18                       | 13           | [ 6 ]    |
| Podczas lotu do indonezyjskiej miejscowości Surabaja Short Empire został ostrzelany przez siedem japońskich myśliwców Mitsubishi A6M. W wyniku ataku doszło do natychmiastowej utraty mocy w silnikach, w których doszło do pożaru. Samolot uderzył w taflę morza, a jego kadłub przełamał się na pół. |                                 |                            |                     |                          |              |          |
| 20 lutego 1942(dts) | Brisbane, Australia             | de Havilland DH.86         | VH-USE              | 9                        | 9            | [ 7 ]    |
| Pilot utracił kontrolę nad maszyną podczas lotu przy złej pogodzie. Prawdopodobnie maszyna rozpadła się w powietrzu (ogon został odnaleziony 1,5 kilometra od miejsca katastrofy) |                                 |                            |                     |                          |              |          |
| 28 lutego 1942(dts) | Holenderskie Indie Wschodnie    | Short S.23 Empire          | G-AETZ              | 20                       | 20           | [ 8 ]    |
| Samolot został zestrzelony przez japońskie myśliwce. |                                 |                            |                     |                          |              |          |
| 22 kwietnia 1943(dts) | Papua-Nowa Gwinea               | Short S.23 Empire          | VH-ADU              | 13                       | 13           | [ 9 ]    |
| Samolot rozbił się podczas awaryjnego lądowania na wodzie przy złej pogodzie. |                                 |                            |                     |                          |              |          |
| 26 listopada 1943(dts) | Port Moresby, Papua-Nowa Gwinea | Lockheed Model 18 Lodestar | 42-68348            | 15                       | 15           | [ 10 ]   |
| Samolot rozbił się o wzgórze tuż po starcie. |                                 |                            |                     |                          |              |          |
| 11 października 1944(dts) | Sydney, Australia               | Short S.23 Empire          | VH-ABB              | 30                       | 1            | [ 11 ]   |
| Podczas końcowego podejścia z wyłączonym jednym silnikiem, doszło do przeciągnięcia zaledwie 3 metry nad powierzchnią wody |                                 |                            |                     |                          |              |          |
| 23 marca 1946(dts) | Ocean Indyjski                  | Avro Lancastrian           | G-AGLX              | 10                       | 10           | [ 12 ]   |
| Z niewiadomych przyczyn samolot zaginął pomiędzy Wyspami Kokosowymi a Kolombo podczas lotu do Australii. |                                 |                            |                     |                          |              |          |
| 16 lipca 1951(dts) | Papua-Nowa Gwinea               | de Havilland DHA-3         | VH-EBQ              | 7                        | 7            | [ 13 ]   |
| Samolot spadł do morza w wyniku awarii śmigła. |                                 |                            |                     |                          |              |          |